# Black Mountain Side
A Black Mountain Side a Led Zeppelin 1969-es Led Zeppelin című, debütáló albumának hatodik dala. Egy instrumentális és akusztikus gitárdarab, amelyben Jimmy Page szitárszerű harmóniákat is megszólaltat a gitáron. A szám erős keleties érzéssel rendelkezik, amit Viram Jasani tablajátéka is felerősít.
Egy régi angol népdalon alapul, amit Bert Jansch folkzenész Blackwaterside címen vett fel 1966-ban. Jansch először az egyik barátjától, Anne Briggs énekesnőtöl hallotta. A Led Zeppelin 1968 októberében vette fel a londoni Olympic Studiosban, és a korai koncerteken is gyakran előkerült.

## Történet
Bár a Led Zeppelin albumán Jimmy Page szerzeményének jelölik, ez valójában egy angol népdal, a Down by Blackwaterside instrumentális változata. A gitárszólam gyakorlatilag megegyezik Bert Jansch 1966-os változatával, amely Blackwaterside címmel jelent meg a zenész  Jack Orion albumán. Janschnak egy barátja, Anne Briggs folkénekesnő tanította a dalt (ő pedig A. L. Lloyd folkzenésztől és népzenegyűjtőtöl tanulta). Briggs szintén felvette a dal egy verzióját, bár csak néhány évvel Page és Jansch után. Page később azt állította, hogy ő is közvetlenül Briggstől tanulta, de tekintettel az erős hasonlóságra az ő és Jansch verziója között, ez valószínűtlennek tűnik.
Bert Jansch egy 1994-es interjúban azt nyilatkozta Colin Harpernek hogy „Anne Briggs tipikus megújító énekes volt, aki egészen lenyűgözően csinálta. Nagyon régi dalokat vett elő, de a hangjával életre tudta kelteni őket. A Blackwaterside-ot is Anne-től tanultam, tulajdonképpen csak pontosan lejátszottam gitáron, amit énekelt, aztán ráillesztettem mindenféle riffeket. Ezt a kíséretszerűséget aztán jó pár folkszámban felhasználtam.“ Jimmy Page később szintén nyilatkozott a számról: „Anne Briggstől hallottam először ezt a riffet. Én is játszottam párszor, aztán jött Bert Jansch verziója. Amennyire én tudom, az ő előadásában kristályosodott ki az akusztikus változat.“ Anne Briggs az 1970-es évek elején kilépett a folkzene világából, és egy 2003-as interjúban azt mondta nem tudja kicsoda Page, és a gitáros által "Black Mountain Side"-ra átkeresztelt tételt is csak egyszer hallotta. Ekkor azonban egyből feltűnt neki a dal eredete. Briggs elmondása szerint akkoriban még A. L. Lloyd-tól tanulta, aminek nem volt kísérete, a riffet már egy barátjától Stan Ellisontól leste el. Elmondta, hogy Stan dolgozta ki a zenei kíséretet is, mármint amit én felvettem, de ennek semmi köze Berth Jansch változatához. Briggs nem érezte úgy, hogy ő lenne a dal szerzője, mivel véleménye szerint a folkzene alapját a zenei minták kölcsönvétele jellemzi. Hozzátette, hogy ha a Led Zeppelin meggazdagodott, akkor A. L. Lloyd özvegyének és talán Stan Ellisonnak kéne adniuk a vagyonukból, nem neki.
Page-nek valószínüleg Al Stewart folk-rock zenész mutatta és tanította meg, aki Jansch koncertjeit gyakran látogatta, és akinek debütáló albumán Page is szerepelt stúdiózenészként. Fontos különbség, Jansch és Page verziója között, hogy Page D-A-D-G-A-D gitárhangolásban játszik (ezt CIA hangolásnak hívta, a Celtic, Indian és Arabic szavak rövidítéseként), míg Jansch egyszerűbb D-A-D-G-B-E (leszállított D) hangolást használt. Page ezt a hangolást már a The Yardbirds idején is alkalmazta, a szintén instrumentális White Summer kompozíciója során. A "Black Mountain Side" tényleges felvételén Page gitárjának hangolása fél hanggal mélyebb a DADGAD-nél. A szám rögzítése során Page egy kölcsönvett Gibson J-200 akusztikus gitárt használt.
Az alapszólam mellett egy gyorsan játszott gitármotívum is hallható, amivel Page a szitár hangját akarta utánozni. Tovább növeli a dal indiai utánérzését a tabla is, amelyen Viram Jasani indiai dobos és szitárjátékos játszott. Page saját verziójában sötétebbé változtatta a hangzást azzal, hogy kihangsúlyozta a rejtett moll tonalitást, és úgy építette fel a darabot, mintha egy indiai rága két nyitó passzusa volna. A dal teljes hossza alig több, mint két perc, ami lényegesen rövidebb, mint Jansch verziója. Page lényegretörően és tömören játszik, a dal heves, középső szakaszában pedig szitárszerű rögtönzést játszik a 12 húros ritmusgitár alapszólamára. Erre a felvételre is jellemző Page igényes produceri munkája, amit a gitárhangok csodálatos megszólalása tükröz. Keith Shadwick a Led Zeppelin The Story of a band and their music, 1968-1980 című könyv szerzője ezzel kapcsolatban megjegyzi, hogy „Elég egyszer meghallgatni Jansch eredetijét, hogy azonnal értékelni tudjuk a gyakran figyelmen kívül hagyott szerzemény, fület gyönyörködtető hangzását.“

### Utóélet
A dal keleties hatása a későbbiekben számos Led Zeppelin dalban is visszaköszönt. Az 1970-es évek elején William S. Burroughs amerikai író, esszéista interjút készített Page-dzsel, amelyben a dal kapcsán kitértek a keleti és a nyugati zenék kapcsolatára. Page a Guitar World magazinnak adott 1993-as interjújában így emlékezett vissza erre: „A hetvenes évek elején közös interjút készítettem William Burroughs-szal a Crawdaddy magazin számára, és hosszas vitákat folytattunk a rock hipnotikus erejéről és annak párhuzamával az arab kultúrák zenéjével. Ez egy megfigyelés volt, amelyet Burroughs meghallott, miután meghallgatta a "Black Mountain Side"-et az első albumunkról. Ezután ösztönözte, hogy menjek Marokkóba, és első kézben vizsgáljuk meg az ottani zenét. Ezt Robert Plant és én végül megtettük.“
A Led Zeppelin koncertjein a Black Mountain Side rendszerint Page ugyancsak instrumentális White Summer című dalának részeként hangzott el; ez a White Summer-Black Mountain Side egyveleg általában 11 percig tartott. Első alkalommal 1968. december 26-án, Denverben játszották. A White Summer az ír She Moves Through the Fair című népdalon alapul. Page a két dal alatt egy széken ülve játszott egy Danelectro gitáron, melyet saját Gibson Les Pauljától eltérően hangolt be. Ezeket a dalokat az együttes egyfajta bemutatóként használta, kiemelve Page képességeit, amint egymaga elfoglalja az egész színpadot és egyedül játszik – csak John Bonham játszott az egyveleg bizonyos részeiben.
A dal 1970-ben, a Royal Albert Hallban előadott verziója látható a Led Zeppelin DVD-n. Egy hasonló verzió hallható az 1982-es Coda című album bővített kiadásán. Ezen a felvételen a White Summer mintegy nyolc perc hosszú, a Black Mountain Side valahol a közepén hallható. A felvétel nagy valószínűséggel az 1969. június 27-én, a Playhouse Theatre-ben adott fellépésről származik.
A "Black Mountain Side" a Led Zeppelin koncertjeinek állandó darabja volt, egészen az 1970-es ötödik amerikai turnéig . Évekkel később az 1977-es amerikai turné során újra előkerült, majd az 1979-es Knebwort fesztiválon adott fellépésen is. Az együttes 1980-as utolsó európai turnéján szintén helyet kapott, ahol az ugyancsak keleties dallamvilágú Kashmir előtt játszották el. A dalt Page későbbi együttesével, a The Firmmel is játszotta, melynek Paul Rodgers volt az énekese.
A Dread Zeppelin saját verziója az együttes Un-Led-Ed című albumán jelent meg, míg a Vanilla Fudge a Led Zeppelin átiratokat tartalmazó 2007-es Out Through the In Door albumára rakta fel.

## Közreműködők
- Jimmy Page – gitár
- Viram Jasani – tabla